# Grand Prix German Open 1972
Grand Prix German Open 1972 - чоловічий і жіночий тенісний турнір, що проходив на закритих кортах з ґрунтовим покриттям. Це був 64-й турнір. Належав до серії Commercial Union Assurance Grand Prix 1972. Відбувся в Am Rothenbaum у Гамбургу (Західна Німеччина) з 5 червня до 11 червня 1972 року. Мануель Орантес і Гельга Мастгофф здобули титул в одиночному розряді.

## Фінальна частина

### Чоловіки. Одиночний розряд
Мануель Орантес —  Адріано Панатті 6–3, 9–8, 6–0

### Одиночний розряд. Жінки
Гельга Мастгофф —  Лінда Туеро 6–3, 3–6, 8–6

### Парний розряд. Чоловіки
Ян Кодеш /  Іліє Настасе —  Боб Г'юїтт /  Йон Ціріак 4–6, 6–0, 3–6, 6–2, 6–2

### Парний розряд. Жінки
Гельга Мастгофф /  Гайде Орт —  Венді Овертон /  Валері Зігенфусс 6–3, 2–6, 6–0

### Змішаний парний розряд
Гельга Мастгофф /  Юрген Фассбендер —  Гельга Мастгофф /  Ганс-Юрген Поманн 6–4, 6–2